# Gare de Sidi Yahia
La gare de Sidi Yahia est une gare ferroviaire algérienne située sur le territoire de la commune d'El Aouinet, dans la wilaya de Tébessa.

## Situation ferroviaire
La gare de Sidi Yahia est située au sud de la commune d'El Aouinet sur la ligne d'Annaba à Djebel Onk. Elle est précédée de la gare d'El Aouinet et suivie de celle de Morsott. En outre, la gare est le point de jonction de la ligne de Aïn M'lila à El Aouinet.

## Service des voyageurs

### Desserte
La gare de Sidi Yahia est desservie par les trains grandes lignes de la liaison Alger - Tébessa.